# NFL draft
NFL draft je godišnji događaj na kojem klubovi NFL lige biraju nove igrače, te je uz angažiranje slobodnih agenata i razmjenu igrača među klubovima najuobičajniji način regrutacije igrača u ligi. 

## Povijest drafta
Prvi draft je održan 1936. godine, a sastojao se od devet rundi. Do 1936. igrači su mogli potpisati ugovor s bilo kojom momčadi, što je često dovodilo do daljnjeg jačanja jačih i slabljenja slabijih momčadi. Zbog toga je donesena odluka o održavanju drafta koji je trebao pridonijeti ostvarivanju jednakosti između momčadi lige. 60-ih godina 20. stoljeća NFL i AFL liga su održavale svaki svoj draft, da bi od 1967. do ujedinjenja dvaju liga 1970. počele održavati zajednički izbor. Od 1965. do 2014. draft se održavao u New Yorku, a od 2015. gradovi domaćini se mijenjaju svake godine. Posljednji domaćin drafta, 2019. godine, bio je Nashville. 
2020. draft je zbog pandemije koronavirusa održan videokonferencijom. Prvi izbor za momčad Cincinnati Bengalsa bio je quarterback Joe Burrow.

## Pravila
Glavno uvjet koji igrač mora ispuniti za sudjelovanje na draftu je završena srednja škola prije najmanje tri godine. Pohađanje sveučilišta nije uvjet za sudjelovanje na draftu, ali gotovo svi prijavljeni igrači dolaze sa sveučilišta. 
Trenutno se draft sastoji od sedam rundi. Redoslijed po kojem momčadi odabiru igrače je obrnut njihovom plasmanu u netom završenoj sezoni. Momčad s najmanjim brojem pobjeda bira prva, a osvajač Super Bowla posljednji u svakoj rundi. U slučaju da više momčadi ima isti broj pobjeda, daljnji kriterij je jačina rasporeda za iduću sezonu. Jačina rasporeda ovisi o broju pobjeda u protekloj sezoni koje su ostvarili suparnici momčadi s istim brojem pobjeda, a slabiji raspored donosi raniji odabir u prvoj rundi. U idućim rundama, klubovi s istim brojem međusobno mijenjaju redoslijed odabira.
Ako je došlo do ulaska nove momčadi u ligu (proširenja lige), ta momčad automatski dobiva pravo prvog odabira, ili tzv. picka, u svakoj rundi dratfa.
| Uspjeh u prošloj sezoni                      | Redni broj odabira |
| -------------------------------------------- | ------------------ |
| Momčadi koje se nisu plasirale u doigravanje | 1–20               |
| Poraženi u wild-card rundi                   | 21–24              |
| Poraženi u divizijskoj rundi                 | 25–28              |
| Poraženi u konferencijskom finalu            | 29–30              |
| Poraženi u Super Bowlu                       | 31                 |
| Osvojili Super Bowl                          | 32                 |

Od 2010. godine draft traje tri dana. Prvi dan je rezerviran samo za prvu rundu, u kojoj svaka momčad ima po 10 minuta za odabir igrača. Druga i treća runda su na rasporedu drugi dan, sa 7 minuta predviđenih za odabir u drugoj i 5 minuta u trećoj rundi, dok su ostale četiri runde na rasporedu treći dan. Ako momčad ne uspije u predviđenom vremenskom roku napraviti odabir, ona ga može objaviti kasnije, ali uz rizik da sljedeća momčad obavi svoj odabir prije nje.
Momčadi mogu i trgovati pickovima s drugim momčadima. Mogu ih razmijeniti za druge pickove, bilo na ovom ili nekom od idućih draftova, ili ih mogu razmijeniti za igrače koje već imaju u momčadi. Dogovori o trgovini se mogu odvijati prije drafta, ali i za vrijeme samog drafta.
Uz 32 odabira u svakoj od sedam rundi, postoje još i 32 kompenzacijska odabira, koje liga dodjeljuje nekim momčadima u ovisnosti o neograničenim (kompenzacijskim) slobodnim agentima koje su dobili ili izgubili tokom prošle sezone. Ako je momčad izgubila više takvih igrača nego što ih je potpisala, može joj biti dodijeljeno između jednog i četiri kompenzacijska picka. Ti pickovi su obično na rasporedu između treće i sedme runde, a njima su od drafta 2017. godine momčadi u mogućnosti trgovati, kao i s redovnim pickovima.

## Prvi izbori drafta od 2000. godine
| Godina | Igrač            | Pozicija         | Sveučilište                       | Momčad               |
| ------ | ---------------- | ---------------- | --------------------------------- | -------------------- |
| 2000.  | Courtney Brown   | offensive tackle | Pennsylvania State                | Cleveland Browns     |
| 2001.  | Michael Vick     | quarterback      | Virginia Tech                     | Atlanta Falcons      |
| 2002.  | David Carr       | quarterback      | Fresno State                      | Houston Texans       |
| 2003.  | Carson Palmer    | quarterback      | University of Southern California | Cincinnati Bengals   |
| 2004.  | Eli Manning      | quarterback      | University of Mississippi         | San Diego Chargers   |
| 2005.  | Alex Smith       | quarterback      | University of Utah                | San Francisco 49ers  |
| 2006.  | Mario Williams   | defensive end    | North Carolina State              | Houston Texans       |
| 2007.  | JaMarcus Russell | quarterback      | Louisiana State University        | Oakland Raiders      |
| 2008.  | Jake Long        | offensive tackle | University of Michigan            | Miami Dolphins       |
| 2009.  | Matt Stafford    | quarterback      | University of Georgia             | Detroit Lions        |
| 2010.  | Sam Bradford     | quarterback      | University of Oklahoma            | St. Louis Rams       |
| 2011.  | Cam Newton       | quarterback      | Auburn University                 | Carolina Panthers    |
| 2012.  | Andrew Luck      | quarterback      | Stanford University               | Indianapolis Colts   |
| 2013.  | Eric Fisher      | offensive tackle | Central Michigan University       | Kansas City Chiefs   |
| 2014.  | Jadeveon Clowney | defensive end    | University of South Carolina      | Houston Texans       |
| 2015.  | Jameis Winston   | quarterback      | Florida State University          | Tampa Bay Buccaneers |
| 2016.  | Jared Goff       | quarterback      | University of California          | Los Angeles Rams     |
| 2017.  | Myles Garrett    | defensive end    | Texas A&M University              | Cleveland Browns     |
| 2018.  | Baker Mayfield   | quarterback      | University of Oklahoma            | Cleveland Browns     |
| 2019.  | Kyler Murray     | quarterback      | University of Oklahoma            | Arizona Cardinals    |
| 2020.  | Joe Burrow       | quarterback      | Louisiana State University        | Cincinnati Bengals   |